# Сокілецький монастир

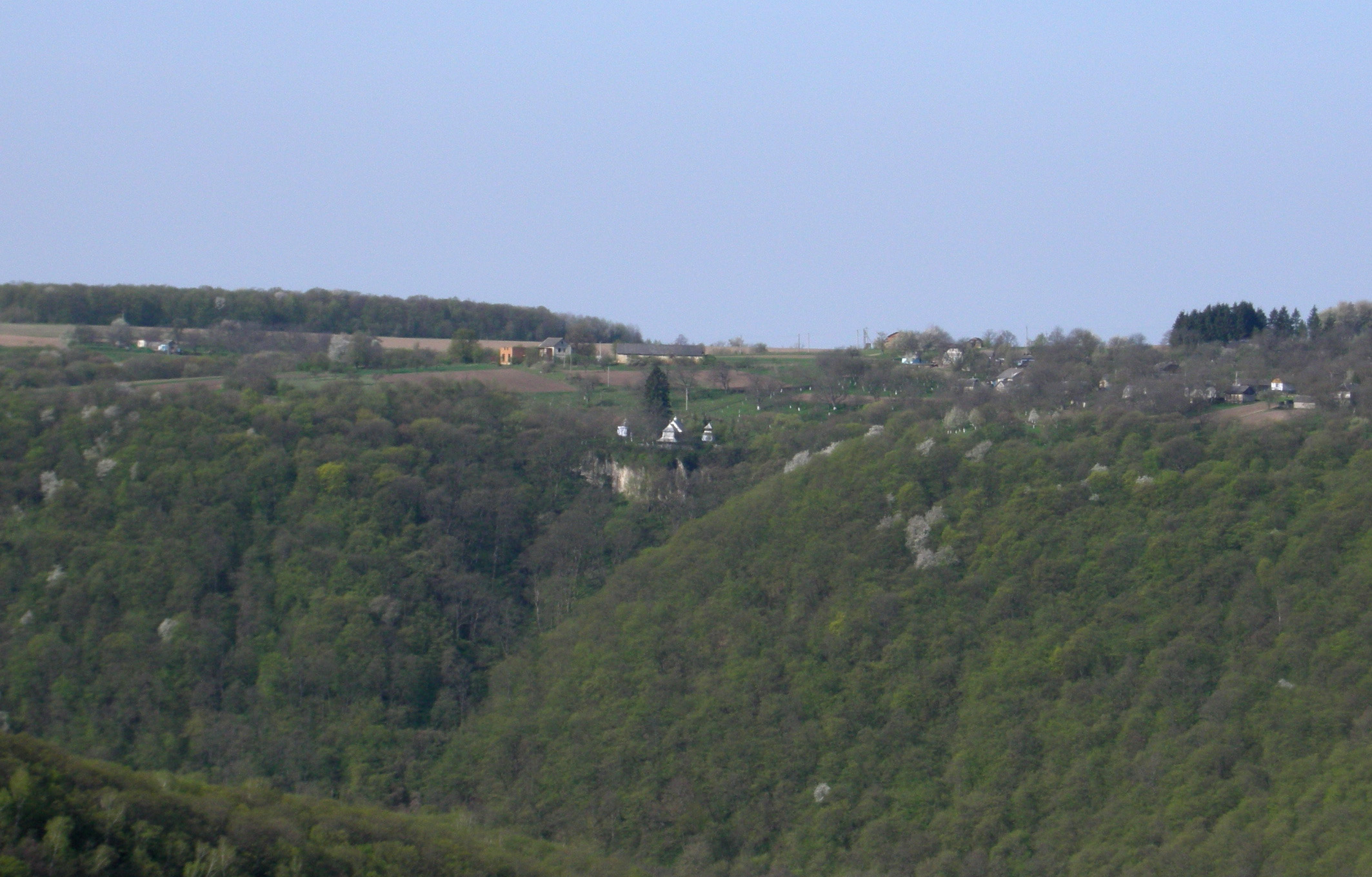
Вигляд на монастирську церкву, 2009

Сокілецький монастир — василіянський монастир, який діяв у XVII–XIX століттях поблизу села Сокілець (нині Чортківського району Тернопільської області).

## Історія

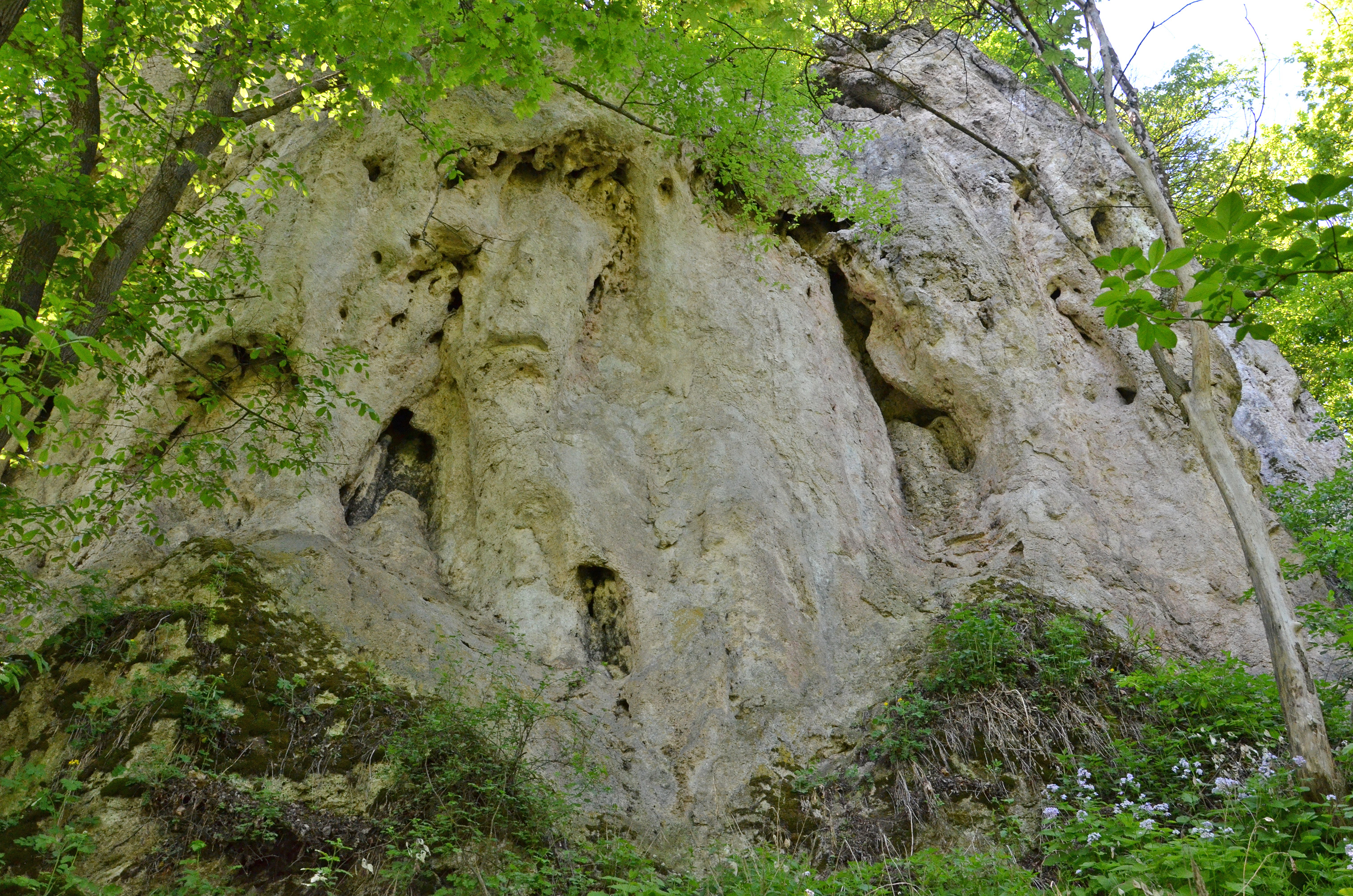
Монастирська скеля

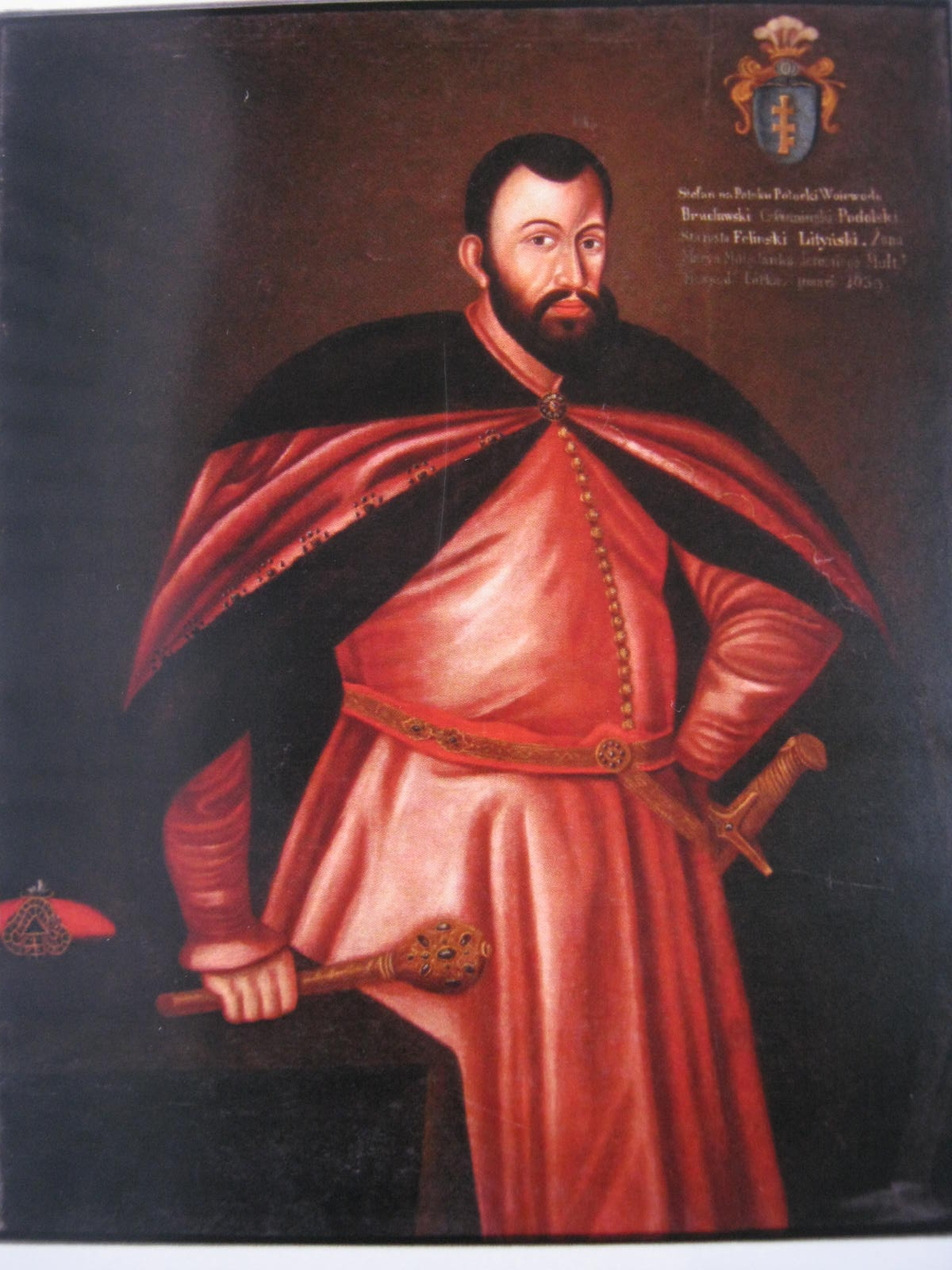
Стефан Потоцький

У 1608 році Методій Жабокрицький та Венедикт Ґізель — два монахи Красногорського православного монастиря поблизу Києва — поселилися як пустельники на скелі над річкою Стрипою поблизу села Сокілець. Також заснували маленьку церкву Покрови Пресвятої Богородиці.
Власник розташованого неподалік Золотого Потоку, майбутній генеральний подільський староста Стефан Потоцький 14 лютого 1609 року на прохання монахів щодо надання їм певних засобів для існування видав грамоту, якою подарував для монастиря «ґрунт» та ліс. У 1619 році біля церкви вже був монастир.
Неодноразово зазнавав нападів татар, які його руйнували. За наказом сина Стефана Потоцького Яна побудовано нову монастирську церкву.
У 1700 році монастир приєднався до З'єднаної (Унійної) Церкви. Не був закритий за часів Йозефинської касати в Галичині після початку перебування у складі монархії Габсбургів.
1806 року ігумен о. Герман Вергановський за наказом губернатора Галичини був змушений покинути обитель, влада приєднала її до монастиря в Замості. Після втрати Австрійською імперією в 1809 році Замостя та частини Бучаччини на схід від Стрипи монастир приєднали до Бучацького монастиря.
У 1819 році цісар Франц II підписав розпорядження про передачу монастиря оо. василіянам у Бучачі, монастирську церкву віддали капеланії в с. Губин.